# Brachionidium
Brachionidium är ett släkte av orkidéer. Brachionidium ingår i familjen orkidéer.

## Dottertaxa tillBrachionidium, i alfabetisk ordning[1]
- Brachionidium alpestre
- Brachionidium andreettae
- Brachionidium arethusa
- Brachionidium ballatrix
- Brachionidium brachycladum
- Brachionidium brevicaudatum
- Brachionidium calypso
- Brachionidium capillare
- Brachionidium ciliolatum
- Brachionidium condorense
- Brachionidium cruziae
- Brachionidium dalstroemii
- Brachionidium deflexum
- Brachionidium dentatum
- Brachionidium diaphanum
- Brachionidium dodsonii
- Brachionidium dressleri
- Brachionidium ecuadorense
- Brachionidium elegans
- Brachionidium ephemerum
- Brachionidium escobarii
- Brachionidium filamentosum
- Brachionidium folsomii
- Brachionidium fornicatum
- Brachionidium furfuraceum
- Brachionidium galeatum
- Brachionidium gonzalesiorum
- Brachionidium haberi
- Brachionidium hirtzii
- Brachionidium imperiale
- Brachionidium ingramii
- Brachionidium jesupiae
- Brachionidium juliani
- Brachionidium kuhniarum
- Brachionidium lehmannii
- Brachionidium longicaudatum
- Brachionidium loxense
- Brachionidium lucanoideum
- Brachionidium machupicchuense
- Brachionidium meridense
- Brachionidium minusculum
- Brachionidium muscosum
- Brachionidium neblinense
- Brachionidium operosum
- Brachionidium parvifolium
- Brachionidium parvum
- Brachionidium peltarion
- Brachionidium pepe-portillae
- Brachionidium phalangiferum
- Brachionidium piuntzae
- Brachionidium polypodium
- Brachionidium portillae
- Brachionidium pteroglossum
- Brachionidium puraceense
- Brachionidium pusillum
- Brachionidium quatuor
- Brachionidium renzii
- Brachionidium restrepioides
- Brachionidium rugosum
- Brachionidium satyreum
- Brachionidium serratum
- Brachionidium sherringii
- Brachionidium simplex
- Brachionidium stellare
- Brachionidium syme-morrisii
- Brachionidium tetrapetalum
- Brachionidium tuberculatum
- Brachionidium uxorium
- Brachionidium valerioi
- Brachionidium vasquezii
- Brachionidium viridis
- Brachionidium yanachagaensis
- Brachionidium zunagense